# Лінь Шань
Лінь Шань (…) — китайська стрибунка у воду, чемпіонка світу.